# Saisons de Plus belle la vie, encore plus belle
 (juillet 2024).
- Si vous ne connaissez pas le sujet, laissez ce bandeau (vous pouvez alors contacter les auteurs).
- Si vous supprimez le contenu mis en cause (vous pouvez préalablement contacter les auteurs),

argumentez précisément cette suppression dans la page de discussion
(un manque de référence n'est pas un argument ; une recherche réelle de référence doit avoir été effectuée, être formellement documentée).
Cette page présente les saisons de Plus belle la vie, encore plus belle. Pour les saisons de Plus belle la vie, voir Saisons de Plus belle la vie.
Chronologie
Saisons de Plus belle la vie
Cette page présente les différentes saisons du feuilleton quotidien Plus belle la vie, encore plus belle, qui succèdent aux saisons de l'ancien feuilleton Plus belle la vie, diffusé du 30 août 2004 au 18 novembre 2022 sur France 3. Les différents épisodes sont officiellement répartis en saisons. Cet article présente les différentes saisons du feuilleton. 
La série se déroule après l'effondrement du quartier du Mistral un an auparavant, alors que ses habitants sont désormais prêts à prendre un nouveau départ. Thomas, Kilian et Barbara inaugurent un nouveau bar-restaurant appelé Le Mistral. Gabriel, Léa et Babeth inaugurent un nouveau cabinet médical dans le même quartier. Mirta et Yolande gèrent la nouvelle Résidence Massalia, une résidence étudiante. Blanche et Luna s'occupent d'une association aidant à la réinsertion de femmes victimes de violences. Enfin Jean-Paul, Ariane et Patrick retrouvent un nouveau commissariat.

## Saison 1 (2024)
La première saison de Plus belle la vie, encore plus belle est diffusée du lundi 8 janvier 2024 au vendredi 20 décembre 2024 sur TF1,.

### Distribution
Plusieurs personnages de la série Plus belle la vie ont accepté de rejouer leurs rôles, seulement certains ne seront que de passage dans les premiers épisodes. 

#### Acteurs principaux
- Sylvie Flepp : Mirta Torres
- Cécilia Hornus : Blanche Marci
- Anne Décis : Luna Torres
- Laurent Kérusoré : Thomas Marci
- Stéphane Henon : Jean-Paul Boher
- Léa François : Barbara Évenot
- Joakim Latzko : Gabriel Riva
- Marie Hennerez : Léa Nebout
- Marie Réache : Babeth Nebout
- Jérôme Bertin : Patrick Nebout
- Élisabeth Commelin : Yolande Sandré
- Lola Marois : Ariane Hersant
- Ella Philippe : Nisma Bailly
- Tim Rousseau : Kilian Corcel
- Val Duclaux : Jules Langlois
- Johanna Boyer : Aya Konaté
- Moon Dailly : Meïline Liao
- Florian Abbout : Steve Brudet
- Iñaki Lartigue : Samuel Gayet
- Diane Dassigny : Jennifer Maseron
- Jade Pradin : Morgane Tanguy

#### Autres acteurs récurrents
- David Baiot : Djawad Sangha
- Régis Maynard : Éric Norman
- Nathalie Mann : Anne-Elisabeth Colbert
- Agathe de La Boulaye : Vanessa Kepler
- Jérémy Charvet : Ulysse Kepler
- Morgane Frioux : Ophélie Kepler

#### Acteurs récurrents partis au cours de la saison
- Moon Dailly : Meïline Liao

#### Acteurs invités notables
- Élodie Varlet : Estelle Cantorel
- Emanuele Giorgi : Francesco Ibaldi
- Bryan Trésor : Baptiste Marci
- Pauline Bression : Emma Rimez

### Principales intrigues
- L'empoisonnement de Francesco (épisodes 1 à 20) :  Lors de la fête d'inauguration du nouveau bar des Marci, Francesco est empoisonné. Patrick, Ariane et le lieutenant Samuel Gayet, le cousin de Gabriel, sont chargés de l'enquête, sous la direction de la nouvelle commissaire Liao. Ils soupçonnent d'abord Benjamin Perez, l'ancien petit ami toxique de Sylvia, la sœur de Francesco. Mais celui-ci est relâché lorsque les analyses démontrent que Francesco a été empoisonné pendant plus d'un mois, à petite dose, probablement par un de ses proches. Les soupçons se portent alors sur Estelle, sa femme, qui toucherait l'assurance vie de son mari s'il venait à décéder, d'un montant de 400 000 €. Djawad Sangha serait son complice, entretenant depuis peu une liaison avec Estelle. Il s'avère en réalité que Francesco s'est empoisonné lui-même, pour envoyer Djawad en prison et récupérer sa femme, ayant découvert leur liaison. Avec l'aide de Luna et Thomas, Djawad découvre la vérité, mais Francesco le poignarde avant qu'il ne parle à Estelle, le plongeant dans le coma. Francesco finit par enlever et séquestrer sa femme, tentant même de l'empoisonner pour qu'ils meurent tous les deux. Finalement, Aya, la sœur de Djawad, donne à la police la copie des preuves que son frère avait récoltées. La police découvre ainsi la culpabilité de Francesco et finit par le retrouver et par libérer Estelle in extremis. Son mari est arrêté et Djawad sort du coma, mais Estelle reste traumatisée par ce qu'elle a vécu. Elle décide de quitter Marseille et part refaire sa vie à Lyon.
- La fille d'Ariane (épisodes 11 à 40) : Après s'être fait dérober son portefeuille, Ariane retrouve la voleuse, qui n'est autre que Zoé Romane, sa fille, qu'elle a abandonnée après avoir accouché sous X le 15 mars 2008. Elle arrive petit à petit à gagner sa confiance et commence à nouer un début de relation avec sa fille, qui s'installe même chez sa mère. Parallèlement, madame Kepler, riche aristocrate de Marseille, organise avec la mairie une vente aux enchères pour venir en aide aux sinistrés du Mistral. Tout le commissariat est mobilisé pour assurer la sécurité de la vente, dont le bijou le plus précieux, un collier nommé le "Désir", est estimé à 1 000 000 €. En réalité, Zoé joue un double jeu : sur les ordres de son mentor, Louis Robbie, un voleur professionnel qui l'a recueillie plusieurs années auparavant, elle s'est approchée de sa mère pour dérober le collier. Ensemble, ils piratent l'ordinateur de la commissaire pour prendre le contrôle du système de sécurité, et font une copie des clés permettant d'ouvrir la vitrine d'exposition du collier. Mais l'attitude de sa fille met la puce à l'oreille d'Ariane, qui finit par faire un test ADN. Bien que Zoé s'avère être sa fille, elle continue d'enquêter avec l'aide d'Éric, qui soupçonne Zoé depuis longtemps. S'ils finissent par découvrir que Zoé et Louis sont complices, ils ne peuvent empêcher le vol du collier. Aidés de Jean-Paul, ils arrêtent Louis alors qu'il s'apprêtait à quitter Marseille. Zoé ayant laissé une trace de son ADN sur la scène de crime, Ariane et Louis passent un accord : si ce dernier se dénonce, Zoé ne sera pas inquiétée, à condition de pouvoir parler à sa protégée une dernière fois. Finalement, Louis est envoyé en prison, non sans dire au revoir à Zoé, en lui demandant de vivre une vie normale avec sa mère.
- Fenêtre sur cour (épisodes 32 à 56) : Immobilisé et contraint de rester chez lui à la suite d'une blessure, Patrick aperçoit depuis sa fenêtre un couple se disputer violemment et entend un coup de feu. Persuadé d'avoir été témoin d'un meurtre, il enquête depuis son domicile, malgré les reproches de son entourage. En se rendant chez les voisins, Jean-Paul rencontre Cécilia, la femme que Patrick croit avoir vue se faire assassiner. Cette dernière vit à Marseille depuis peu, en colocation avec Maxime Leroy, avec qui elle dirige une association humanitaire. Maxime est d'ailleurs le nouveau compagnon de Luna. Convaincus par Patrick, Babeth, puis Jean-Paul et Samuel, l'aident dans son enquête. En outre, Patrick est persuadé que le corps a été caché dans un tapis rouge. En observant la télésurveillance, Jean-Paul voit un homme transporter un tapis rouge dans une camionnette le soir où le coup de feu a été entendu par Patrick. Avec Samuel, ils remontent jusqu'à la camionnette calcinée, avec des restes humains à l'intérieur. Les analyses démontrent qu'il s'agit du corps de Martine Maillet, la sœur de Florence Maillet, l'ex-femme de Maxime. En réalité, Maxime et Cécilia utilisent leur association pour extorquer de l'argent à des femmes séduites par Maxime avant de s'en débarrasser. Cécilia, ne supportant plus sa rivale, presse Maxime. Ce dernier, tombé amoureux de Luna, pousse sa complice d'une falaise et la fait accuser du meurtre de Martine. Mais Cécilia est encore en vie : elle retourne dans leur appartement pour y séquestrer Maxime jusqu'à l'arrivée de Luna, qui découvre ainsi toute la vérité. Cécilia tente de la tuer, mais Maxime s'interpose et meurt sur le coup. Patrick entend le coup de feu depuis son domicile, prévient ses collègues, se rend dans l'appartement et procède enfin à l'arrestation de Cecilia. Elle sera incarcérée après un dernier interrogatoire, non sans avouer sa tristesse d'avoir provoqué la mort de Maxime.
- L'infiltration de Frappe Zone (épisodes 55 à 75) : Un gendarme arrive au cabinet médical pour avertir Léa que Jean-Paul a eu un grave accident de la route durant une intervention. Sous prétexte de la conduire à l'hôpital, il l'enlève. Jean-Paul et Patrick enquêtent sur sa disparition. Lorsque Léa est menée vers l'endroit où elle sera séquestrée, elle découvre également la présence d'Ulysse Kepler. L'enlèvement a été commandité par Sybille Raveneau, qui tient les deux responsables de la mort de sa fille Louise, décédée en 2023 des suites d'une prescription de pénicilline à l'hôpital alors qu'elle y était allergique. Après le sauvetage in extremis de Léa et Ulysse par Jean-Paul et Patrick, la police découvre que la pénicilline a été prescrite à Louise après qu'un homme se soit fait passer pour son père et ait volontairement caché son allergie au médecin de garde le soir de sa mort. Les policiers retrouvent ce médecin, mais ce dernier est assassiné avant d'avoir pu identifier le responsable. L'enquête amène Samuel et la commissaire Liao à devoir infiltrer, respectivement en tant que boxeur et entraîneur, Frappe Zone, une salle de sport que fréquentait Louise peu de temps avant son décès. Il s'avère que la salle camoufle un trafic d'anabolisants dans lequel trempent tous ses membres les plus haut placés, dont le directeur et sa fille, et que Louise a été tuée parce qu'elle était sur le point de les dénoncer. Après que Samuel a été contraint de prendre des anabolisants pour protéger sa couverture, les responsables sont arrêtés alors qu'ils tentaient de se débarrasser des preuves, et sont envoyés en prison.
- Le retour de Betty (épisodes 75 à 100) : Alors qu'une idylle naît entre Aya et Kilian, Betty, l'épouse de ce dernier, fait son retour au Mistral. Elle refuse de divorcer et est prête à tout pour reconquérir Kilian. Un soir, elle se rend jusqu'au bar et se dispute violemment avec Kilian après le départ d'Aya, allant jusqu'à menacer de se suicider avec un couteau de cuisine. Sa disparition est constatée le lendemain, après qu'elle a laissée une lettre de suicide derrière elle et que ses vêtements aient été retrouvés sur la plage. Bien que le corps n'ait pas été découvert, Ariane et Jean-Paul soupçonnent rapidement Kilian de l'avoir assassinée. Il est finalement incarcéré aux Baumettes, suivi par Aya, qui avait tenté de cacher un couteau de cuisine sur lequel se trouvait le sang de Betty. Thomas et Djawad enquêtent pour découvrir la vérité. Ils finissent par s'introduire chez la mère de Betty, après que Kilian ait affirmé à son frère avoir vu sa femme en vie place du Mistral lors d'un bref passage au commissariat. Il s'avère en réalité que Betty n'est pas morte, mais simule pour venger son assassinat par Kilian. Après que Thomas ait été victime d'une tentative d'intoxication au gaz, la police finit par découvrir que Betty est en vie et se cachait tout ce temps chez sa mère. En dernier recours, Betty finit par prendre Aya en otage, et en dépit de la présence du RAID, Kilian arrive à la raisonner. Betty est internée, sa mère est arrêtée pour complicité et Kilian et Aya sont innocentés. Mais cette dernière reste traumatisée par la prise d'otage. Kilian étant contraint de s'occuper de sa femme par la justice, elle décide de temporairement rompre avec lui.
- Le cadavre du Mistral (épisodes 98 à 118) : Jean-Paul et Samuel sont appelés sur le chantier de la reconstruction de l'ancien quartier du Mistral, détruit par les effondrements du 24 janvier 2023. Un cadavre a été découvert dans la cave de l'immeuble où logeaient Barbara et Abdel, décédé en sauvant la vie de plusieurs habitants. C'est la fragilisation des murs de cette cave qui aurait affaibli la structure de l'immeuble et provoqué les effondrements. La police découvre que les restes humains sont ceux de Marc Lisieux, un cambrioleur professionnel qui aurait tenté d'ouvrir avec des explosifs le coffre-fort qu'Abdel gardait dans sa cave. Lorsqu'elle ouvre le coffre, la police découvre les anciens dossiers d'Abdel et un pendentif en forme d'ange, que Jean-Paul remet à Barbara, avant qu'on ne le lui vole peu de temps après. Le créateur du pendentif, Denis Vouillet, est retrouvé mort peu de temps après. Patrick et Jean-Paul découvrent en enquêtant qu'il existe plusieurs exemplaires de ce pendentif et qu'ils ont tous envoyés à des victimes de harcèlement, dont les auteurs ont été retrouvés morts dix jours après. Abdel l'avait compris, et le coupable a embauché Marc Lisieux pour récupérer le fruit de son enquête. En parallèle, Ophélie Kepler, la fille de Vanessa, reçoit elle aussi un pendentif, qu'elle finit par donner à Lucie, la fille de Jean-Paul, elle aussi victime de harcèlement. En le voyant entre les mains de sa fille, Jean-Paul comprend qu'Anais, la sœur du harceleur de Lucie et ancienne harceleuse d'Ophélie, est la prochaine victime. Grâce à Patrick, il la sauve et retrouve la coupable, qui n'était autre que l'avocate que Jean-Paul et Léa avaient embauchée pour défendre Lucie. Mais elle se suicide en comprenant qu'elle va être arrêtée. Les travaux du quartier du Mistral achevés, les effondrements peuvent enfin être commémorés.
- Le secret de Jennifer (épisodes 114 à 138) : En couple depuis plusieurs mois avec Jennifer Maseron, Samuel s'étonne de ne rien connaître du passé de sa compagne. À la suite d'un reportage dans lequel elle apparaît très furtivement, Pascal, un nouvel infirmier, intègre l'équipe du cabinet médical, où Jennifer travaille en tant que secrétaire. Il fait faire un double des clés de l'appartement du couple et se met à saboter la vie personnelle et professionnelle de Jennifer, tout en se rapprochant d'elle. Il arrive notamment à faire empoisonner Samuel au beurre de cacahuète puis à faire dérober son arme de service en simulant un cambriolage, chaque fois en faisant passer la jeune femme pour responsable. La jeune femme perd rapidement pied, et passe de plus en plus pour folle auprès de son entourage. Elle finit par être accueillie chez Pascal, après qu'elle a été renvoyée, et qu'elle ait quitté Samuel, ne supportant plus les doutes de son compagnon sur elle. Pascal la drogue alors aux somnifères pour qu'elle ne puisse plus quitter son appartement. Il s'avère que Pascal, Laurent de son vrai nom, est le frère de Jennifer, qui s'appelle en réalité Ambre Castain. Lorsque ses parents adoptifs sont morts dans un accident de voiture, Ambre a été tenue pour responsable par Laurent, qui a tenté de la tuer avant d'être interné en hôpital psychiatrique, d'où il s'est évadé il y a dix ans. Ambre a alors été contrainte de fuir la France, avant de revenir sous le nom de Jennifer Maseron. Sentant que Samuel le soupçonne, Laurent tente de le tuer, mais échoue. Lorsque le lieutenant découvre la vérité, Laurent s'enfuit avec sa sœur comme otage. Il simule leur mort en pleine mer, et se cache avec elle dans l'ancienne maison de vacances de leurs parents en bord de mer. Samuel et Ariane finissent par les retrouver, à arrêter Laurent et libérer Jennifer. Traumatisée par ce qu’elle a vécu, elle se remet en couple avec Samuel, avant d’écrire une lettre d’adieux à ses parents adoptifs.
- Qui a tiré sur Thomas ? (épisodes 142 à 161) : Léa organise la fête d'été de la mairie, sous la forme d'un gala de charité, au cours duquel seront exposées les sculptures de Damien Garrec, un ancien sportif. Mario Rossi, son ancien imprésario, qui souhaite recruter Kylian, est également présent. Le bar du Mistral s’occupe du buffet et du service, mais Thomas est nerveux, son couple avec Gabriel battant de l'aile. Le jour du gala, il reçoit une balle dans le ventre et est transporté à l'hôpital. Il finit par se réveiller, mais est atteint d'amnésie partielle, et ne se rappelle pas sa vie avec Gabriel. En parallèle, Patrick et Ariane découvrent que les problèmes de couple de Thomas et Gabriel sont dus aux dettes de jeu de ce dernier. Ils retrouvent par la suite l'arme du crime, caché dans un carton par le coupable après qu'il l'a volé à un membre de la sécurité. Elle a été découverte par Steve Brunet après qu'il a ramené le carton chez lui pour cacher les restes d'une sculpture accidentellement détruite. Ils récupèrent finalement les photos de la fête, et découvrent dans le reflet d'une sculpture Mario Rossi, un pistolet à la main. L'imprésario en perte de vitesse aurait pu vouloir abattre Thomas pour pousser Kylian à rejoindre son écurie. Néanmoins, il est innocenté par Ulysse Kepler après avoir prouvé que la photo a été truquée. Pendant que Patrick demande de Steve l'aider à remonter la trace de la personne ayant truqué les photos et s'étant introduit dans le serveur sécurisé de la police, l'imprésario est abattu en pleine rue. Grâce à Steve, la police remonte la piste du coupable, qu'elle démasque lors d'une reconstitution des faits : il s'agit de la commissaire Liao. Son père, boxeur professionnel, a été tué lors de son dernier combat sous ses yeux. Rossi était alors son imprésario, et avait parié sur sa défaite, après l'avoir contraint de monter sur le ring malgré son piètre état et contre un adversaire dangereux. La commissaire est arrêtée, et reconnaît avoir tenté de tuer Rossi lors de la fête pour se venger, mais nie l'avoir assassiné. Après avoir rencontré Jeanne, la fille de Rossi, Liao décide d'avouer, et est finalement inculpée. En parallèle, Thomas retrouve la mémoire et rend le cours de sa vie, mais reste en froid avec Gabriel, avec qui il finira tout de même par se remettre en couple.
- Virée mortelle entre filles (épisodes 161 à 187) : De retour du Lubéron, Blanche, Luna, Jennifer et Barbara sont piégées en chemin par Yanis Kiros, l'ex-mari violent de Maya, une des femmes aidées par l'association de Blanche et Luna, qui les accuse de vouloir le séparer de sa famille. Lors de l'altercation, Barbara le tue accidentellement avec la voiture de Blanche. Les quatre amies enterrent le corps à proximité et se promettent de tout faire pour se protéger, avant de se débarrasser de la voiture de Yannis. Malheureusement, sa disparition est signalée plus vite que prévu. Samuel retrouve le véhicule avec du sang dans le coffre. Grâce à Jennifer, le groupe se tient au courant de l'avancée de l'enquête. Le sang dans le coffre appartient à Astrid Maubert, dernière compagne de Yannis, disparue depuis qu'il lui a donné rendez-vous il y a plusieurs jours. Apprenant cela, les quatre amies décident d'aider la police en allant récupérer le téléphone de Yannis, que Barbara dépose chez la sœur d'Astrid, qui le remet ensuite à Samuel et Jean-Paul. Ils se rendent sur le lieu du rendez-vous et sauvent Astrid Maubert. Mais le témoignage de sa sœur permet à la police d'établir un portrait-robot d'une femme ressemblant à Luna. Elle met alors en place un stratagème visant à faire croire que Yannis a quitté le pays. S'il marche, le groupe reçoit un message d'une personne affirmant savoir ce qu'elles ont fait. Le corbeau n'est autre que Vanessa Kepler. Détestant Blanche pour l'avoir harcelé au collège, elle la fait chanter avec Luna et Barbara pour récupérer le local de l'association et des parts du Mistral. Les quatre amis réussissent à détruire les preuves qu'elle avait récoltées, mais Samuel et Jean-Paul remontent la piste de Yannis, avant de retrouver son corps. Ayant compris que Jennifer a un lien avec le meurtre, Samuel fait incinérer le cadavre avant autopsie pour protéger sa compagne. Mais une hospitalisation de Blanche et la découverte de sa voiture permettent à la police de se rapprocher de la vérité. Luna décide alors d'aller se dénoncer. Même si la police sait qu'elle a agit avec des complices, le manque de preuve et le soutien de femmes du quartier poussent la juge d'instruction Colbert à clore l'enquête, mais Luna reste en prison jusqu'à son procès, tout en continuant d'être soutenue par ses amies. Elle est libérée fin décembre, avant Noël.
- Le casse de l'ancienne savonnerie (épisodes 180 à 212) : Alors qu'Ariane s'apprête à adopter Zoé, Louis Robbie sort de prison sous bracelet électronique. Lorsque Zoé l'apprend, elle le revoit à plusieurs reprises, avant et après son adoption et sans en informer sa mère, malgré l'opposition de Louis. Quand son ancien mentor trouve un emploi à la résidence Massalia, Zoé, persuadée qu'il prépare un nouveau casse, tente de découvrir ce qu'il prépare. Prétextant la réparation d'une fuite d'eau dans la buanderie, il ouvre l'entrée d'un tunnel dans la résidence, menant à une ancienne savonnerie jouxtant le bâtiment. Ce dernier suggère ensuite à Yolande de laisser Steve organiser une fête le 1er novembre, pour bénéficier d'une diversion. En effet, il travaille à l'organisation d'un casse pour rembourser une dette contractée envers son mentor, Daniel. Mais ce dernier insiste pour que Louis exécute personnellement l'opération. Suivant Robbie dans les tunnels, Zoé en découvre l'existence, mais y reste piégée durant trois jours avant qu'il ne la libère. Daniel découvre alors qu'elle est sa complice. Il enlève Robbie, met la main sur ses plans et fait chanter Zoé. Ariane, finalement mise au courant, aide sa fille à se préparer et tente même de commettre le vol. Finalement, mère et fille dérobent ensemble la cible de Daniel, un ancien masque aztèque. Alors que le vol est signalé, Daniel, qui attendait Ariane et Zoé à la résidence, récupère le masque avant d'être assassiné. Quand Ariane comprend que Jean-Paul est proche de la vérité, elle le supplie de l'aider, ce qu'il accepte. En exploitant le portable de Daniel, ils retrouvent Robbie, qui est envoyé à l'hôpital. L'ancien voleur est alors interrogé par Camille Martin, la curatrice de l'exposition ou le masque a été dérobé. D'après Robbie, Daniel a caché le masque à la résidence. Après avoir fait passer une copie pour l’original, elle découvre grâce à Steve que l’authentique se trouve dans la chambre d’Apolline, qu’elle récupère avant de s’enfuir. En parallèle, Ariane, la soupçonnant, fait part de ses doutes à Jean-Paul. Ils découvrent que Camille s’appelle en réalité Paula Deloga, qu’elle est la fille du ministre de la Justice mexicain, et qu’ils ont embauché Daniel pour récupérer le masque et le ramener au Mexique. Alors que Paula gagne le consulat mexicain, Zoé récupère le masque. Ariane le restitue alors au musée pendant que Robbie est libéré et que Paula retourne au Mexique.
- Le secret de famille des Kepler (épisodes 212 à 232) : Le soir d'un défilé de mode organisé par Ophélie Kepler au bar du Mistral, Julie, l'ex-fiancée de son frère Ulysse, arrive à l'improviste et s'évanouit lors de l'évènement. Elle a quitté Anthony, son fiancé et l'ancien meilleur ami d'Ulysse, le jour de son mariage. Elle est hébergée plusieurs jours par ce dernier, au grand dam de sa mère et sa sœur. Après une tentative de suicide, Anthony prétend que Julie souffre de troubles psychotiques, alors que cette dernière affirme à Ulysse se sentir en danger avec son fiancé. Un peu plus tard, Anthony se rapproche d'Ophélie et tente de semer la discorde entre elle et sa mère. Grace à Léa, Ulysse découvre qu'Anthony a simulé sa tentative de suicide et qu'il semble exercer une emprise sur Julie. Lorsque qu'Ulysse le confronte, il le frappe après que son ancien ami a menacé de s'en prendre à Ophélie. À l'aide d'un complice, Anthony met alors en scène une agression dont l'auteur aurait été payé par Ulysse. Mais l'avocat est finalement innocenté par Jean-Paul et Ariane, alors que Vanessa et Apolline découvrent ensemble qu'Anthony est ruiné. Ce dernier, pour se venger, agresse Apolline dans le bureau d'Ulysse et y dérobe un document appartenant à Vanessa. Grâce à lui, il remonte la piste de Myriam Toussaint, une ancienne infirmière puéricultrice qui exerçait à Marseille-Est lorsque Vanessa a accouché d'Ophélie. Anthony tente, avec de nouveaux documents, de faire chanter Vanessa, mais cette dernière préfère le faire disparaître. Malheureusement, Ophélie découvre tout de même la vérité. Elle s'appelle en réalité Colombine Vavin. La véritable Ophélie Kepler est morte le jour de sa naissance, le 17 décembre 2003. Vanessa ne le supportant pas, elle a payé Myriam Toussaint pour qu'elle échange sa fille mort-née avec une autre. Choquée et furieuse de ses mensonges, Ophélie décide de prendre ses distances avec sa mère pour retrouver ses véritables parents.
- Lorsque l'enfant paraît (épisode 225 - épisode 239) : Emma et Baptiste Marci sont de retour au Mistral pour les fêtes de fin d'année, après deux ans d'absence à la suite de leur déménagement en Australie. Mais Thomas et Gabriel remarquent des dissensions au sein du couple, Emma travaillant beaucoup trop au goût de Baptiste. Lorsque Thomas découvre qu'Emma a simulé un entorse pour continuer de travailler, il la suit et la surprend à l'hôtel en compagnie d'un homme d'affaires. En parallèle, lors d'une randonnée, Baptiste est harcelé d'appels par Déborah Larchet, la mère d'un bébé, Romy. Un soir, Thomas et Gabriel découvrent Romy au Mistral, accompagné d'un mot prétendant qu'il s'agit de leur petite-fille. Son apparition crée de nouvelles tensions entre Emma et Baptiste. Ce dernier finit par avouer l'avoir trompé avec Déborah avant de partir pour l'Australie. Par la suite, Emma avoue à Thomas que l'homme d'affaires avec qui il l'avait vue est son patron, et qu'elle va bientôt obtenir une promotion au sein de son entreprise. Elle découvre par la suite avec Baptiste qu'elle est enceinte. Même s'il veut garder l'enfant, le couple est en désaccord sur son avenir, Baptiste voulant rester vivre au Mistral. Après avoir disparue pendant plusieurs jours, Déborah est retrouvée, et Romy lui est rendue, au grand dam de Thomas, qui s'y était attaché. Même si un test d'ADN révèle que Baptiste n'est pas le père de l'enfant, Emma ne sent pas prête à lui pardonner pour autant, et finit par faire une fausse couche. Baptiste arrive néanmoins à la reconquérir et à lui redonner espoir en leur couple lorsqu'il trouve enfin une motivation pour retourner vivre en Australie, en décidant d'y monter un bar inspiré du Mistral. À la suite de cette expérience, Thomas fait part à son mari de son désir d'adopter un enfant. Ne se voyant pas redevenir parent à son âge, Gabriel refuse catégoriquement, poussant Thomas à demander le divorce.

## Saison 2 (2025)
Cette nouvelle saison est diffusée à partir du lundi 6 janvier 2025, à l'épisode 240. Elle marque l'apparition d'un nouveau générique, dans lequel sont inclus de nouveaux personnages principaux. A contrario, deux comédiens en sont exclus parce qu'ils ont quitté la série : Moon Dailly et Tim Rousseau. 

### Distribution

#### Acteurs principaux
- Sylvie Flepp : Mirta Torres
- Cécilia Hornus : Blanche Marci
- Anne Décis : Luna Torres
- Laurent Kérusoré : Thomas Marci
- Stéphane Henon : Jean-Paul Boher
- Léa François : Barbara Évenot
- Joakim Latzko : Gabriel Riva
- Marie Hennerez : Léa Nebout
- Marie Réache : Babeth Nebout
- Jérôme Bertin : Patrick Nebout
- Élisabeth Commelin : Yolande Sandré
- Lola Marois : Ariane Hersant
- Ella Philippe : Nisma Bailly
- Val Duclaux : Jules Langlois
- Johanna Boyer : Aya Konaté
- Florian Abbout : Steve Brudet
- Iñaki Lartigue : Samuel Gayet
- Diane Dassigny : Jennifer Maseron
- Jade Pradin : Morgane Tanguy
- Agathe de La Boulaye : Vanessa Kepler
- Jérémy Charvet : Ulysse Kepler
- Morgane Frioux : Ophélie Kepler
- Manon Chevallier : Zoé Romane
- Zoé Laïb : Apolline Deboisier

#### Autres acteurs récurrents
- Régis Maynard : Éric Norman
- David Baiot : Djawad Sangha
- Nathalie Mann : Anne-Elisabeth Colbert
- Justine Assaf : Charlotte Dubois

#### Acteurs récurrents arrivés au cours de la saison
- Habib Gino Guabantini : Idriss Salem
- Faradj Vaziri : Bahram Nassiri
- David Brécourt : Hector Kepler

#### Acteurs récurrents partis au cours de la saison
- Tim Rousseau : Kilian Corcel
- Iñaki Lartigue : Samuel Gayet

#### Acteurs invités notables
- Bryan Trésor : Baptiste Marci
- Pauline Bression : Emma Rimez

### Principales intrigues
- Trafic de NAC au Mistral (épisode 242 - 263) : Lors d'un rendez-vous au Mistral entre Vadim Liotat et un autre homme, un serpent est retrouvé dans la cuisine. Par la suite, Vadim est attaqué et envoyé à l'hôpital. Ariane est chargée de l'enquête, assistée par Morgane, la référente animale du commissariat, qui mène sa première véritable affaire. Interrogé, Vadim avoue qu'il devait acheter le serpent à l'homme avec qui il avait rendez-vous, Wesley Dixon. Lorsqu'elles remontent sa trace, elles le découvrent mort assassiné dans l'arrière-boutique de son épicerie, entouré d'animaux volés. Elles remontent ensuite la trace d'un autre suspect, Idriss Zeroual, mais Morgane commet une bavure lors de son interpellation. Malgré son relâchement par la justice après que son innocence ait été prouvée, Morgane est persuadée de sa culpabilité. Dessaisie de l'enquête, elle pose des jours de congés pour prendre Zeroual en filature en toute illégalité, et découvre à cette occasion qu'il est une connaissance de Patrick. Il s'avère que Zeroual (Salem de son vrai nom) est en réalité un membre de la police aux frontières en infiltration dans un réseau de trafiquants d'animaux, dirigé par une certaine Michaëla Maugendre et sa sœur Karen. Lorsque Morgane est repérée, Zeroual l'a fait passer pour sa petite-amie, et les deux policiers continuent l'infiltration. Alors que Patrick et Ariane soupçonnent Zeroual d'avoir assassiné Frédéric, son précédent coéquipier, lui et Morgane gagnent peu à peu la confiance de Michaëla, et ont une aventure. Découvrant que Michaëla est pressée de vendre le stock d'animaux restant, Patrick se fait passer pour un acheteur d'animaux exotiques. Au cours de la rencontre, Idriss tire sur Morgane et s'enfuit avec Michaëla pour gagner sa confiance et remonter le réseau. Arrivés à la clinique vétérinaire de Karen, cette dernière le neutralise, et les deux femmes découvrent qu'il est policier. Patrick et Morgane finissent par les retrouver et interpellent les deux sœurs, alors qu'Idriss, ayant retourné la situation, s'apprêtait à exécuter Karen pour le meurtre de son coéquipier. Michaëla et Karen sont arrêtées, et grâce à un interrogatoire mené par Idriss, la police retrouve un disque dur contenant toutes les preuves du trafic. Morgane est remerciée et Idriss intègre le commissariat du Mistral.
- Les jeux de Darius (épisode 261 - 281) : En attendant Léa, atteinte d'un cancer du cerveau, sur le parking d'un hôpital, Jean-Paul arrête un homme, Darius Kassian alors qu'il transportait une jeune femme inconsciente, Elsa Morel. Kassian, concepteur de jeux d'enquêtes et atteint d'un emphysème pulmonaire, prétend avoir voulu l'aider après qu'elle a fait un malaise, mais Jean-Paul est persuadé qu'il a tenté de la tuer. Après une visite médicale avec Léa, Kassian simule une crise d'asthme lors d'un interrogatoire avec Jean-Paul, et en profite pour lui avouer avoir voulu la tuer. Plus tard, en inspectant le parking, Jean-Paul découvre des clés de voiture cachées par Kassian. Dans le coffre se trouvent un couteau et une corde. La voiture ayant été volée, Kassian est tout de même relâché, et provoque Jean-Paul en le poussant à s'en prendre physiquement à lui. Feignant de présenter ses excuses et d'abandonner, Jean-Paul continue d'enquêter et tente de se rapprocher de Kassian. Avec Patrick, ils découvrent des similitudes entre la tentative d'enlèvement d'Elsa Morel et le meurtre d'une adolescente, Sarah Bomer, survenu quand Kassian avait 16 ans. Ils le soupçonnent désormais d'être un tueur en série. Ils découvrent ensuite qu'Elsa Morel a été enlevée, et suspectent immédiatement Kassian. Il est déféré après que lui et sa mère ont été interrogés. Les similitudes entre les meurtres présumés de Morel, Bomer et d'autres femmes, et des substances chimiques retrouvées sur les scènes de crime, permettent à la police d'accumuler des éléments contre Kassian. Mais lorsque Jean-Paul lui rend visite en prison pour lui soutirer des aveux, Kassian, victime d'une crise, meurt. Après avoir reçu un mystérieux message, Jean-Paul et Samuel comprennent qu'il est encore en vie : il a simulé son décès à l'aide d'une complice légiste, qu'il a par la suite vraisemblablement assassiné. En cherchant à le retrouver, ils découvrent qu'il a enlevé Charlotte Dubois, une de leurs amies légistes. Après avoir réussi à gagner du temps auprès de Kassian, elle est retrouvée in extremis alors qu'il s'apprêtait à l'exécuter. Darius est arrêté et Jean-Paul peut soutenir Léa dans sa maladie.
- L'arnaqueur au viager (épisode 280 - 296) : Jennifer se lie d'amitié avec Madeleine Nicoulot, une patiente âgée du Dr Riva avec des problèmes de cœur. Elle finit par mourir d'une crise cardiaque à son domicile. Jennifer rencontre alors l'homme chargé d'organiser ses obsèques, Antoine Lamory. Elle constate sa nervosité à l'idée que le corps de Madeleine soit autopsié et découvre qu'il a acheté en viager son appartement deux mois avant son décès. Avec Barbara, elle le soupçonne d'avoir assassiné la vielle femme. Avec l'aide de Louis Robbie, elles entrent par effraction chez Madeleine pour y trouver des preuves. Elle y sont surprises par un homme en noir qui agresse Jennifer avant de fuir. En retournant sur les lieux, Barbara découvre qu'elles ont pu être filmées. Elles récupèrent les images, sur lesquelles elles croient identifier Lamory, et apprennent plus tard qu'une des connaissances de Yolande est morte dans les mêmes circonstances que Madeleine. Or, Lamory avait aussi acheté en viager son appartement. Yolande accepte alors de se faire passer une femme souhaitant mettre en viager l'appartement de Barbara (qu'elle fait passer pour le sien) pour le piéger. Avec l'aide de Louis, qui joue le rôle d'un notaire, un faux contrat de viager est rédigé. Mais Yolande est prise de doutes. Plusieurs évènements la poussent à croire que Jocelyn essaye d'entrer en contact avec elle depuis l'au-delà. Elle se rapproche alors de Mélusine, une voyante qui prétend pouvoir communiquer avec les morts et qui affirme que Jocelyn veut que Yolande la rejoigne dans la mort. Barbara et Jennifer découvrent qu'elle est une complice de Lamory. Lorsqu'ils sentent que Yolande leur échappe, les deux escrocs montent une mise en scène pour terroriser Yolande. Mais Jennifer ayant suivi la scène grâce à son téléphone via des caméras, elle prévient la police, qui arrive in extremis à empêcher Lamory de s'en prendre à Yolande. Lui et sa complice sont finalement inculpés et les cendres de Madeleine sont dispersées dans la forêt, en présence de Jennifer, Barbara et Louis, qui finissent par entamer une relation.
- Secrets de sang (épisode 292 - 313) : Alix Menton, une amie de Nisma et Vadim, est retrouvée morte d'une overdose par Samuel et Idriss. Vadim, le dernier à l'avoir vu, est soupçonné et déféré, mais Samuel doute de sa culpabilité. L'affaire n'est pas sans le perturber, ce qui pousse Idriss et Morgane à enquêter. Il s'avère que l'ex petite-amie de Samuel, Fanny Caldera, est morte dans les mêmes circonstances. La drogue qu'elle a consommée à sa mort a été volée par Samuel dans les scellés de son ancien commissariat. C'est Véronique, la mère de Samuel, préfète de police, qui a protégé son fils. Cette dernière, récemment arrivée sur Marseille avec le beau-père de Samuel, le professeur Charles-Henri Carteron, tente de dissuader son fils d'enquêter. Lorsque Idriss confronte Samuel, les deux policiers décident d'enquêter ensemble. Ils soupçonnent rapidement Carteron, qui a rencontré Alix avant sa mort, et doit prochainement opérer Léa de son cancer. Après avoir douté de sa culpabilité, ils finissent par trouver des polaroïds de Fanny et Alix mortes cachées dans le sac à main de la mère de Samuel. Ils obtiennent la réouverture de l'enquête par Patrick et trouvent de nouvelles preuves. Patrick décide donc d'arrêter le neurochirurgien juste après l'opération de Léa. Pendant cette dernière, Véronique comprend que son mari a été démasqué et le prévient. Carteron quitte alors le bloc. Bahram Nassiri, un neurochirurgien iranien ami de Gabriel qui assistait à l'opération le remplace au pied levé et stabilise Léa. Pendant ce temps, Carteron et Véronique se cachent dans les sous-sols de l'hôpital et planifient ensemble leur cavale. Mais Véronique empoisonne son mari avant d'elle-même se suicider au moment de l'arrivée de Samuel, au désespoir de ce dernier. Après être restée inconsciente plusieurs jours, Léa finit par se réveiller. Mais la juge Colbert, mécontente du déroulement de l'enquête, décide de saisir l'IGPN.
- Triangle amoureux au Mistral (épisode 310 - 326) :  Hector Kepler, le frère du défunt mari de Vanessa Alexandre Kepler, est de retour à Marseille après de longues années d'absence à voyager à travers le monde. Il souhaite se rapprocher de sa famille et vendre ses parts de l'entreprise familiale. Son arrivée ressoude les Kepler et amène Vanessa et Ophélie sur la voie de la réconciliation. Hector rencontre également Blanche, à qui il demande d'écrire ses mémoires à partir de ses carnets de voyages. Cette nouvelle mécontente Vanessa. Trente ans auparavant, lorsque Vanessa s'appelait encore Corinne Lantier, elle et Hector sont tombés amoureux. Lorsqu'il lui a demandé de la suivre pour vivre leur amour en faisant le tour du monde, elle a préféré le quitter et rester à Marseille. Lorsqu'elle voit Blanche et Hector s'embrasser, elle prétend de ne pas avoir reçu la lettre d'Hector dans laquelle il lui disait vouloir qu'il la suive dans son voyage. Alors qu'ils reprennent leur relation, Hector découvre que Vanessa a menti, et qu'elle a fait voler et brûler ses carnets de voyages pour saboter sa collaboration avec Blanche. Voyant qu'il se rapproche à nouveau de Blanche, Vanessa dénonce à la police le mariage blanc entre Eric et Bahram Nassiri, sous OQTF, auquel Blanche et Hector ont assisté. Elle décide ensuite d'empêcher le renvoi de Bahram, en échange de quoi Blanche doit cesser tout contact avec Hector, ce qu'elle feint d'accepter avec la complicité d'Hector. Lorsque Vanessa le découvre, elle rompt tout contact avec son ancien amant. Hector disparaît ensuite pendant plusieurs jours, avant de revenir et avouer être atteint de la maladie d'alzheimer. Si Blanche est déterminée à l'aider dans son combat contre la maladie, il lui apprend être en contact depuis plusieurs mois avec une clinique de suicide assisté en Suisse.
- Le retour du père (épisode 313 - 336) : Alors qu'il croyait être né d'un don de sperme anonyme, Steve est retrouvé par son géniteur, Sébastien Rivoire. Il prétend que les mères du jeune homme, Viviane et Aïssé, l'ont jadis chassé de la vie de son fils. Séduit par son père, Steve change rapidement de comportement à son contact, poussant Jules et Apolline à enquêter sur ce dernier et à prévenir Viviane et Aïssé. Arrivées sur Marseille, elles expliquent à Steve que Sébastien s'est brutalement désintéressé de son fils lorsqu'il était jeune. Il refuse malgré tout de couper les ponts, et adopte un tempérament de plus en plus violent et agressif. Quand Sébastien est finalement reconnu comme son père, Steve refuse de rester ami avec Jules et Apolline. Ils finissent par découvrir le trouble passé d'escroc de Sébastien. Quand il est admis à l'hôpital, Steve apprend que son père est en attente d'une greffe de rein. Aïssé soupçonne alors Sébastien de manipuler son fils pour en obtenir un. Or, Steve s'avère être un donneur compatible. Steve accepte finalement l’opération, même après avoir appris que son père a déjà abandonné une autre fille non compatible. L’opération réussit, Steve s'en remet rapidement et Sébastien est rattrapé par la justice pour ses escroqueries passées. Les mères du garçon rentrent chez elles et leur fils se réconcilie avec ses amis.
- Balance ton Proc (épisode 335 - 355) : Pendant son jogging, la juge Colbert est témoin d'une tentative de meurtre sur une jeune femme, Caroline Vasseur. Mais Ariane comprend que la juge était visée. Après avoir surpris une dispute entre les deux magistrats, Ariane soupçonne le procureur Emmanuel Durieux, qui la harcèle et la menace après ses refus d’avances. Plus tard, Durieux se débarrasse des scellés de l'affaire. Patrick, croyant Ariane responsable, la dessaisie de l'enquête. Après une violente altercation avec Durieux, elle est mise à pied pour agression. Après une nuit passé à boire dans un bar, elle se réveille le lendemain dans un appartement inconnu et trouve Durieux poignardé. Elle prend la fuite. Lorsque le procureur est découvert mort, Ariane est réintégrée pour enquêter, tout en menant ses recherches en parallèle. En fouillant l'ordinateur du procureur, Idriss découvre des photos compromettantes de la juge Colbert, qui avoue avoir été victime de chantage et de harcèlement sexuel. Ariane reste pourtant persuadé que la tentative d'assassinat sur la juge et le meurtre de Durieux sont liés. Mais la découverte d'éléments compromettants permet à Patrick, Jean-Paul et Idriss de remonter jusqu'à elle. Même si la policière est persuadée d'être victime d'un coup monté, elle est placée en détention provisoire. Jean-Paul et Idriss remontent la piste du barman avec qui Ariane a parlé le soir du meurtre de Durieux, qui avait dit l'avoir vu monter dans une voiture noire accompagné d'un client du bar. Malheureusement, le barman a été assassiné. Ils découvrent que l’arme ayant servi à la tentative de meurtre appartient à l’avocat Pierre-Louis Barral. Il n'est autre que le parrain d'Apolline, et le père d'Augustin, le meilleur ami de la jeune fille. Les policiers comprennent que l'avocat, victime de chantage par Durieux, aurait fait assassiner le procureur pour se protéger. Ils finissent par penser, grâce à des informations recueillies par Morgane, qu'Augustin a tiré avec l'arme de son père et qu'il a accidentellement blessé Caroline Vasseur. Apolline, témoin, décide de prévenir la police, mais Barral la séquestre et tente de la tuer avant de prendre la fuite avec son fils. Il est finalement arrêté par Jean-Paul et Idriss. La juge Colbert fait libérer Ariane. Apolline est retrouvée, soignée et blanchie par le témoignage d'Augustin, alors qu'Ariane réintègre le commissariat.
- Séquestrées (épisode 348 - 363) : Chloé Valère, une jeune mère analphabète et ancienne codétenue de Luna, est libérée de prison. Luna l’aide à se réinsérer et à récupérer la garde de sa fille, Elena. Malgré un emploi trouvé grâce à Babeth, Chloé est renvoyée par Patrick lorsqu’il découvre son passé. Elle parvient ensuite à travailler comme femme de ménage, mais peine à trouver un logement. Quand elle annonce avoir trouvé un appartement bon marché, Luna, soupçonneuse, enquête avec Babeth. Elles découvrent que Chloé a repris contact avec Adrien Otero, son ancien petit-ami et petit trafiquant. Adrien braque un cabinet médical après avoir obtenu des informations de Chloé, qui nie toute complicité, malgré les soupçons de Babeth. Quand Chloé disparaît, Luna pense qu’elle est en danger. Elle se rend avec Babeth à l'appartement que Chloé avait déclaré occuper, mais le gardien de l'immeuble, Ali Belaïd, affirme qu'elle à quitté le logement. Luna prévient néanmoins la police, qui arrête Adrien, dont le témoignage innocente Chloé. Pendant ce temps, Luna retrouve son amie, malade et séquestrée par Ali Belaïd, le gardien de l’immeuble, et sa femme enceinte. Luna est elle aussi faite prisonnière. En parallèle, Mathieu, un collègue de Babeth amoureux d'elle, reçoit Elena dans son cabinet, et découvre qu'elle a contracté la teigne par le biais de sa mère. Avec Babeth, ils ouvrent une enquête sanitaire. Alors que la police commence aussi à enquêter sur la disparition de Luna, Mathieu et Babeth comprennent que le coupable est le docteur Marc Mouret, qui loue des logements insalubres à des personnes en difficulté avec la complicité de Belaïd. Il séquestre Chloé après qu'elle se soit blessée en tombant dans les escaliers. Mathieu et Babeth finissent par libérer Luna et Chloé, arrivant en même temps que la police, et les deux femmes sont emmenées et soignées à l'hôpital, tandis que Mouret est arrêté.
- La mort de Samuel (épisode 363 - épisode 376) : Morgane, Idriss et Jennifer découvrent que Samuel consomme des opioïdes depuis la mort de sa mère et de son beau-père. Après avoir menti en promettant d’arrêter d’en consommer, la supercherie du policier est découverte par ses proches. Alors que Jennifer quitte l’appartement pour permettre à Gabriel d’aider au mieux son cousin dans son traitement, Samuel rejoint un groupe de parole. Il y rencontre Lenny Privat, qui devient son parrain, et son état s’améliore rapidement. Mais il s’avère que Lenny est le voisin du Pavillon des Fleurs, et donne du fil à retordre à Blanche et Luna. Il explique à Samuel être persuadé que ses deux voisines le persécutent et font du bruit pour lui nuire. Samuel finit par apprendre, en assistant à une conversation entre Blanche et Luna, que cette dernière a été menacée par Lenny, et que ses amies sont les voisines dont parlait son nouvel ami. En se rendant chez Lenny pour en discuter, son parrain lui tire dessus. Lenny est rapidement retrouvé et arrêté, et Samuel est transporté à l’hôpital. Malheureusement, le jeune homme décède pendant son opération, au grand désespoir de Gabriel et Jennifer. Cette dernière organise les obsèques et enquête sur les derniers instants de Samuel. Elle découvre ainsi qu’il prévoyait de la demander en mariage. Elle apprend également qu’il avait hérité d’un million d’euros à la suite de la mort de son beau-père. Refusant cet héritage, il voulait le léguer au Pavillon des Fleurs afin de créer une fondation de parrainage et d’aide aux enfants. Les premières à en bénéficier sont Déborah et sa fille Romy, que Samuel voyait régulièrement depuis plusieurs mois. En colère contre lui, Jennifer finit par lui pardonner après avoir vu, en discutant avec Deborah, combien son partenaire l’aimait. Tous les proches de Samuel se réunissent le jour de ses obsèques et rendent un dernier hommage à leur ami.
- Le concours d'unité spéciale sud-est (épisode 370 - 396) : Quand Esteban, son nouveau petit-ami policier, se retrouve sans logement, Vadim propose de sous-louer les chambres de la résidence. Morgane accueille alors sa sœur Laura, venue passer le concours de l’unité spéciale, auquel participe aussi Esteban. Mais ce dernier est disqualifié pour dopage et porte plainte auprès de Patrick. Soupçonnant une manipulation, Morgane s’inscrit elle-même au concours. Les épreuves sont rudes : sa relation avec Jules s’effrite, au point qu'elle finit par le tromper avec Steve. Elle subit la pression du coach Philippe Delmas. Lors d’une épreuve, sa bouteille d’oxygène trafiquée provoque une crise d’épilepsie : Patrick et Jean-Paul découvrent que Delmas était visé. Morgane quitte Jules et apprend que Laura a drogué Esteban sur ordre de Delmas. De son côté, Vadim est devenu l'infirmier de la brigade à la demande de Patrick et recherche son père biologique. Après avoir suspecté Delmas, il apprend que Patrick est en réalité son père, mais l’accuse de viol sur sa mère, Florence Rodriguez. Patrick, troublé, se souvient avoir eu une relation avec elle sans certitude sur les circonstances. Florence est arrêtée pour avoir piégé la bouteille d'oxygène, et Vadim diffuse une vidéo accusant Patrick, qui se met en retrait. L’enquête finit par révéler que Delmas droguait depuis des années des candidats, et qu’il a sans doute drogué Patrick et Florence. Avec l’aide de Morgane et Vadim, la police tend un piège : Delmas avoue sa culpabilité et est arrêté, Florence libérée et placée en soins. Avant de partir, elle demande à Patrick d’être présent pour Vadim.
- La chasse au trésor (épisode 388 - en cours) : Alors qu'Aya commence une relation avec Nolan Atara, un jeune avocat, Thomas traverse une grave crise financière. Ayant oublié de payer ses cotisations salariales, il n'a que trois semaines pour rembourser 200 000 euros, et risque de perdre le Mistral. Djawad lui propose alors une solution : retrouver le butin de 4 millions d’euros caché par Christian Santoni, son ancien codétenu décédé en prison. Grâce à des indices légués par ce dernier, Thomas, Djawad, Aya et Barbara se lancent dans une chasse au trésor. Suivant une première piste, Djawad et Barbaba obtiennent l'emplacement de la tombe du père de Santoni par Léa, et comprennent que quelqu'un d'autre est aussi à la recherche de l'argent. Thomas et Djawad se rendent ensuite sur la tombe, où ils sont une première fois surpris par Ariane. La nouvelle compagne de Djawad soupçonne son petit-ami de lui cacher quelque chose. Ils finissent par trouver une carte marquée de signes mystérieux, aussitôt dérobée par deux hommes armés. Nolan est suspecté du vol lorsque Aya découvre qu'il a été le dernier avocat de Santoni. Aidé de Barbara, elle fouille son appartement et retrouve la carte. Thomas comprend qu'elle est imprégnée d'encre invisible. Pour piéger Nolan, il fabrique une fausse carte, qu'Aya dépose chez lui. Il comprend également que la véritable carte représente un plan du Vieux Marseille et constate, avec Djawad, que le butin est caché sur les hauteurs de la ville, dans une réserve d’eau très bien protégée. Mais Nolan découvre qu'Aya l'a démasqué, et il tente de la dissuader de continuer, au motif que d'autres personnes plus dangereuses seraient sur la piste du trésor. En parallèle, Robbie se procure les plans de la réserve, et Thomas, étudiant la carte, découvre l'emplacement exact du magot : il est à l'intérieur du réservoir d'eau.

### Articles annexes
- Plus belle la vie, encore plus belle
- Plus belle la vie
- Saisons de Plus belle la vie